# 公禱書 (1662年)
《1662年普通祈禱書》是英國國教會及世界上其他盎格魯宗教團體授權的禮拜書。作為連續出版並在使用已有360多年的書籍，1662年祈禱書成為了其他《早期现代英语圣经翻译》版本及其他禮拜文本的基礎。它以其兼具靈修和文學品質而聞名，對英語語言起著重要影響，與《欽定版聖經》並用使得16世紀至20世紀的讀寫能力得到提升。
在基督教禮儀方面，1662年祈禱書對靈性和儀式產生了深遠影響。它的內容啟發並被許多基督教運動所改編，涵蓋了盎格魯·天主教主義、協理會、西方禮拜正教會和一神論等多個傳統，這些運動既存在於盎格魯宗教團體內部，也存在於該團體之外。由於其語言古老且缺乏針對現代生活的具體內容，1662年祈禱書在英國國教會內部的公共禮拜中已被《共同禮拜》所取代。然而，它仍然是該教會和盎格魯宗教的基礎禮儀文本。